# Luciano Figueroa
Luciano Figueroa, född den 19 maj 1981 i Santa Fe i Argentina, är en argentinsk fotbollsspelare. Vid fotbollsturneringen under OS 2004 i Aten deltog han som anfallsspelare i det argentinska U23-laget, som vann. 